# 小行星3643
小行星3643（英語：3643 Tienchanglin）是一颗围绕太阳公转的小行星。1978年10月29日，紫金山天文台在南京发现了此天体。
这颗小行星的绝对星等为3.901257836570628等。